# Silverplate

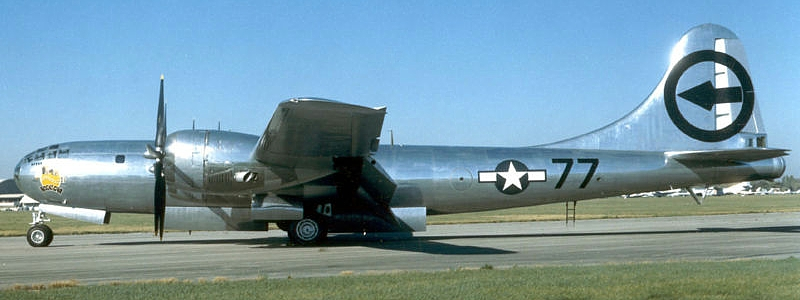
Bockscar, jedno z letadel B-29 Superfortress upravených v rámci projektu Silverplate pro 509th Composite Group, svrhlo atomovou bombu Fat Man na Nagasaki.

Silverplate bylo krycí označení projektu letectva Spojených států amerických v rámci projektu Manhattan během druhé světové války. Původně se tak označoval pouze projekt úpravy letadel, který umožnil bombardéru Boeing B-29 Superfortress dopravit a svrhnout atomovou bombu, ale nakonec se termín „Silverplate“ začal používat i pro označení výcvikových a operačních aspektů programu. Původní směrnice pro tento projekt měla v předmětu krycí označení „Silver Plated Project“, ale během jeho používání brzy došlo ke zkrácení na termín Silverplate.
Testování toho, jaké úpravy bombardérů jsou potřeba, bylo zahájeno na zmenšených modelech na Naval Proving Ground v Dahlgrenu ve Virginii v srpnu 1943. V listopadu 1943 byly zahájeny úpravy prototypu letadla B-29 Silverplate, známého pod označením „Pullman“, který byl od března 1944 používán k letovým zkouškám na Muroc Army Air Field v Kalifornii. Výsledkem testování byly další úpravy pum i samotného letounu.
V srpnu 1944 bylo objednáno prvních sedmnáct kusů produkční verze upraveného bombardéru B-29 Silverplate, které byly určeny pro dvě vojenské jednotky. Úkolem 509th Composite Group bylo cvičit létání s těmito upravenými bombardéry, zatímco 216th Army Air Forces Base Unit pokračovala v testování konfigurace bomb. V únoru 1945 následovala objednávka dalších 28 letounů, které byly určeny pro operační použití v rámci již zmíněné 509th Composite Group. Tato dodávka zahrnovala i letouny, které byly nakonec skutečně použity při atomovém bombardování Hirošimy a Nagasaki v srpnu 1945. Včetně prototypu Pullman B-29 bylo během druhé světové války a krátce po ní vyrobeno 46 letounů B-29 Silverplate . V červenci 1945 bylo objednáno dalších 19 letounů B-29 Silverplate, které byly dodány do konce roku 1947. Celkem tedy bylo v rámci tohoto projektu vyrobeno 65 upravených letounů B-29 Silverplate.
Používání kódového označení Silverplate bylo po válce ukončeno, ale modifikace pokračovaly pod novým krycím označením Saddletree. V rámci tohoto programu bylo upraveno dalších 80 letadel. Poslední skupina letadel B-29 byla upravena v roce 1953, ale tato letadla se již nikdy nedočkala další služby.

## Vznik projektu
Projekt Silverplate byl zahájen v červnu 1943, kdy Dr. Norman F. Ramsey ze skupiny E-7 laboratoře v Los Alamos identifikoval Boeing B-29 Superfortress jako jediné letadlo Spojených států amerických, které je schopné nést oba typy tehdy navrhovaných zbraní: oválný tvar bomby Fat Man nebo velmi protáhlý tvar  Thin Man (tato konstrukce bomby byla později z jiných důvodů opuštěna jako nevhodná pro plutoniovou bombu, nicméně uranová bomba Little Boy byla též protáhlého tvaru, i když „jen“ o délce 3 metry, zatímco původně zvažovaná Thin Man měla mít asi 5,2 metru).:s.6

### Úvahy oAvro Lancaster
Před rozhodnutím o použití B-29 se vážně uvažovalo o tom, že by se k dopravě zbraně využil britský těžký bombardér Avro Lancaster. I když britský bombardér byl menší a pomalejší než americký, měl pumovnici o délce 10 metrů, protože byl navržen pro největší pumy používané RAF (1800, 3600 a později dokonce 5400 kg). Britské letectvo takto těžké bomby používalo k bombardování nejvíce opevněných objektů nacistického Německa (např. ponorkové kryty) a dalších strategických cílů.
Britský letoun by vyžadoval mnohem méně konstrukčních úprav, ale zase by byl potřebný rozsáhlý dodatečný výcvik posádek amerického letectva, které s tímto letounem nemělo žádné letové zkušenosti. Kromě toho použití cizích (byť spojeneckých) letadel by bylo i jinak problematické. Generálmajor Leslie Groves, šéf celého projektu Manhattan, a generál Henry H. Arnold, velitel vojenského letectva Spojených států (USAAF), si přáli použít americké letadlo, pokud to je vůbec možné.:s.254–255

### První Boeing B-29
První B-29 byl USAAF dodán 1. července 1943 a ještě ve stejném měsíci se setkali Groves a  Arnold. Leslie Groves informoval Arnolda o projektu Manhattan a požádal ho o pomoc při testování balistických vlastností tvarů bomb navrhovaných v rámci tohoto projektu. Arnold a kapitán William Sterling Parsons (vedoucí Ordnance Division v Los Alamos, známý pod přezdívkou Deak Parsons), domluvili provedení prvních testů na námořním cvičišti v Dahlgrenu ve Virginii v srpnu 1943. V té době nebylo k dispozici žádné letadlo, které by mohlo nést model bomby rozměrově odpovídající navrhované bombě Thin Man o délce 5,2 metru. Proto byl použit zmenšený model dlouhý 9 stop (přibližně 2,7 metru). Výsledky první testů byly zklamáním (model bomby spadl v ploché rotaci), ale to jen potvrdilo potřebu důkladného testovacího programu.:s.91–92:s.380
Leslie Groves se s velitelem letectva Arnoldem setkal znovu v září 1943 a informoval ho, že v Los Alamos se nyní zvažuje též druhý, velmi odlišný tvar bomby, která dostala přezdívku Fat Man. Groves oficiálně požádal o provedení dalších testů. V první fázi mělo jít o úpravu maximálně tří letounů B-29 tak, aby byla schopná nést tuto zbraň. Dále vytvoření a vycvičení speciální jednotky USAAF, která by bomby dopravila nad určený cíl. Arnold tím pověřil generálmajora Olivera P. Echolse. Ten zase určil plukovníka Roscoe C. Wilsona jako důstojníka projektu.:s.92–94

## Krycí označení
V prvních dokumentech souvisejících s projektem se používalo označení „Silver Plated Project“, ale během jeho používání záhy došlo ke zkrácení na termín Silverplate, který se stal oficiálním krycím označením projektu. Původně se tak označoval pouze projekt konstrukčních úprav letadel (především pumovnice), který umožnil bombardéru Boeing B-29 Superfortress dopravit a svrhnout atomovou bombu, ale nakonec se termín „Silverplate“ začal používat i pro označení výcvikových a operačních aspektů programu. 
Z bezpečnostních důvodů nebylo kódové označení „Silverplate“ pochopitelně nikde oficiálně registrováno. Došlo tak k nechtěnému zmatení pojmů, když U.S. Department of War (Ministerstvo obrany: United States Department of Defense, které zahrnuje i námořnictvo a letectvo, existuje až od roku 1947) přidělilo krycí označení  „Silverplate“ úplně jinému, nesouvisejícímu projektu. Vedení letectva tak muselo požádat, aby se toto kódové označení přestalo pro jiný projekt používat.:s.96
Letectvo též převzalo krycí označení jednotlivých variant konstrukce bomb, která vznikla v tajných laboratořích v Los Alamos: Thin Man pro později opuštěnou variantu plutoniové bomby, Fat Man pro zcela odlišnou konstrukci plutoniové bomby a Little Boy pro uranovou bombu. Byla též vymyšlena krycí historka, že termín „Silverplate“ se týká úpravy luxusního železničního vozu Pullman pro údajné použití prezidentem Franklinem Rooseveltem (Thin Man) a premiérem Spojeného království Winstonem Churchillem (Fat Man) na tajné cestě po Spojených státech.:s.96

## Počáteční experimenty

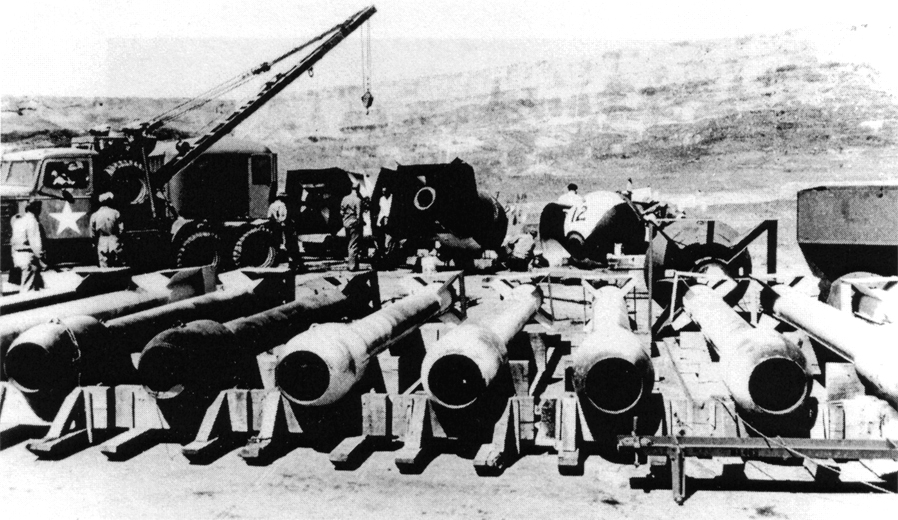
V popředí jsou testovací makety plutoniové bomby typu „Thin Man“ na vojenském letišti Wendover. V pozadí jsou makety bomby typu Fat Man. Jeřáb sloužil ke spouštění makety bomby do jámy k následnému naložení do letadla.

30. listopadu 1943 zaslalo hlavní velitelství amerického letectva (USAAF) instrukce k přísně utajovanému projektu modifikace bombardéru B-29 na velitelství Army Air Forces Materiel Command, Wright Field, stát Ohio.:s.6 Do poloviny prosince měly být na Wright Field dodány makety jednotlivých variant tvarů bomby a úkolem velitelství Army Air Forces Materiel Command bylo provést nezbytné úpravy letounu a dodat ho pro letové zkoušky bomb na Muroc Army Air Field v Kalifornii. 
Konkrétní bombardér B-29-5-BW 42-6259 určený k provedení a ověření prvních úprav konstrukce (interní kódové označení „Pullman“ mu přidělilo oddělení Engineering Division of Army Air Forces Materiel Command) nejprve 30. listopadu 1943 přistál na základně 468. bombardovací skupiny ve Smoky Hill AAB v Kansasu a krátce nato (2. prosince) přeletěl na Wright Field.:s.8
Brzy se ukázalo, že vzhledem k rozměrům a tvaru jednotlivých zvažovaných variant bomby, budou nutné úpravy konstrukce letadla (především jeho pumovnice) rozsáhlé a časově náročné. Původní čtyři kryty pumovnic (každý o délce přibližně 3,7 metru a trupová přepážková část mezi přední a zadní pumovnicí byly odstraněny, aby vznikl jeden společný prostor o délce skoro 10 metrů. Předpokládaná délka původního (později opuštěného) návrhu bomby typu Thin Man byla asi 5,2 metrů, což si vyžádalo, aby byla nesena převážně v prostoru původně zadní pumovnice, přičemž část její délky vyčnívala do přední části. Naopak bomba implozivního typu (Fat Man) byla umístěna v přední části. Pro oba typy tvarů bomby byly připraveny nové zesílené závěsy pum a další výztuhy. Byly namontovány též nové dvojité uvolňovací mechanismy, které využívaly upravenou konstrukci, která se jinak používala pro vlečení kluzáků.:s.8
Kromě nejrozsáhlejších úprav pumovnice byla na letadle provedena ještě řada dalších změn. Pro snížení vzletové hmotnosti a tím zvýšení doletu letadla nutného pro dosažení cíle nad Japonskem byla z letadla odmontována většina kulometů (kromě zadních) a odstraněno další vnitřní vybavení, které se nepovažovalo za nezbytné. Na dalších, později upravovaných letadlech byly provedeny ještě dvě zásadní konstrukční úpravy: motory byly doplněny o vstřikovaní paliva a vrtule o reverzní chod. Pilot Charles Sweeney byl přesvědčen (po shození bomby na Nagasaki, při nouzovém přistání na Okinawě), že jen díky přidanému reverznímu chodu se mu na konci dráhy podařilo konvenčními brzdami zastavit a zachránit tak letadlo Bockscar a jeho posádku.:s.8–9

## Testy různých tvarů bomby
Upravený Pullman B-29 přiletěl na základnu Muroc Army Air Field 20. února 1944 a 28. února začaly zkoušky. Než byly testy přerušeny, aby bylo možné provést vylepšení návrhu konstrukce typu „Thin Man“, bylo provedeno 24 zkušebních shozů.:s.91 Při několika testech nastaly problémy, ale největší při posledním zkušebním letu série 16. března. Maketa bomby se předčasně uvolnila ze závěsu, zatímco bombardér B-29 byl ještě na cestě na zkušební střelnici. Uvolněná maketa dopadla na dveře pumovnice, čímž byl letoun vážně poškozen.:s.76–77 Protože upravené závěsné a uvolňovací mechanismy zřejmě způsobily všechny problémy včetně poslední havárie, byly nahrazeny britskými závěsníky typu G a uvolňovacími mechanismy typu F, které se používaly na speciálech Lancaster B.I pro nesení extrémně těžké konvenční bomby Tallboy o váze 5400 kilogramů (více než vážily všechny konstrukční verze atomové bomby).:s.8–10
Po opravě letounu Pullman B-29 pokračovaly na Wright Field další testy, při nichž byly v posledních dvou týdnech června 1944 shozeny tři bomby ve tvaru Thin Man a devět ve tvaru Fat Man. Záběry z vysokofrekvenčních kamer při tom odhalily, že ocasní ploutve bomby se pod tlakem ohýbaly, což mělo za následek nepravidelný sestup bomby. Byly proto zkoušeny různé kombinace stabilizačních křidélek a ploutví. Nakonec bylo schváleno uspořádání nazvané „kalifornský padák“, krychlová ocasní skříňka s osmi ploutvemi. Z toho čtyř byly od sebe vzdáleny pod úhlem 45 stupňů a další čtyři vždy pod úhlem 45 stupňům vůči každému rohu.:s.8–10:s.380–383
Mezitím však nastal jiný závažný problém se štěpným materiálem. Konstrukce typu „Thin Man“ byla založena na analýze štěpitelnosti velmi čistého izotopu plutonia-239, který byl dosud vyráběn v mikrogramových množstvích cyklotronem v Berkeley. V roce 1944 byl dokončen první produkční reaktor v Hanford Site, který byl schopen vyrobit nesrovnatelně více plutonia. Bylo ale zjištěno, že získaná směs plutonia-239 a plutonia-240 má mnohem vyšší rychlost spontánního štěpení. Aby se zabránilo předčasné detonaci, úsťová rychlost konstrukce typu „Thin Man“ by musela být velmi zvýšena a celková délka bomby by byla enormně velká.:s.242–244
„Thin Man“ jako konstrukce pro bombu na bázi plutonia proto musela být opuštěna, nicméně byla přepracována pro uran-235. Nutná úsťová rychlost pro uran byla mnohem nižší.:s.249–250 To umožnilo snížit celkovou délku bomby (nyní s kódovým označením Little Boy) na přibližně 3 metry. Takováto bomba se na délku vešla do standardní pumovnice B-29, takže Pullman byl znovu upraven do původní konfigurace s přední a zadní pumovnicí. Všechny následující Silverplate bombardéry byly také nakonfigurovány tímto způsobem. Pullman B-29 byl převezen na Wendover Army Air Field v Utahu v září 1944. Zde prováděl další testy maket bomby s 216. armádní základnou vzdušných sil až do prosince, kdy letadlo bylo poškozeno během přistání.:s.10, 77–78, 161
Pro plutoniovou bombu musela být použita mnohem komplikovanější konstrukce implozivní bomby s kódovým označením Fat Man. Zatímco 3 metry dlouhá uranová bomba Little Boy měla největší průměr jen 28 palců (přes 70 centimetrů), necelých 3,3 metru dlouhá plutoniová bomba Fat Man měla největší průměr přes 1,5 metru. Hlavní rozdíl mezi oběma typy však byl ve způsobu iniciace výbuchu. Pro konstrukci Fat Man bylo nutné nejprve implozí rovnoměrně stlačit plutonium do středu bomby. A právě rovnoměrnost stlačení se ukázala jako velký problém a bylo nutné provést mnoho různých zkoušek, než se podařilo dosáhnout přijatelného výsledku (podrobněji viz RaLa experiment).:s.110

## Produkční verze

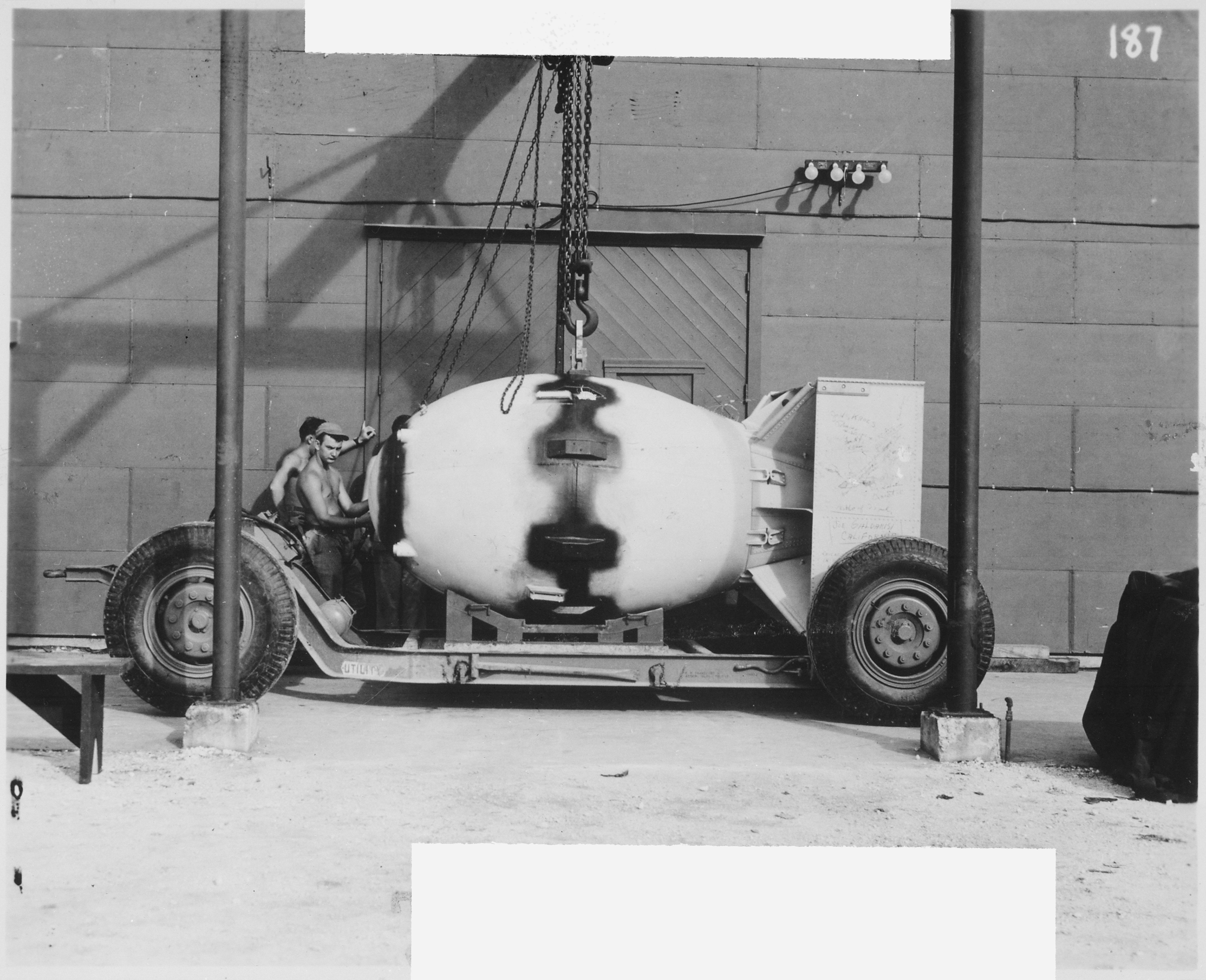
Plutoniová bomba Fat Man je umísťována na přepravní vozík letecké základny na ostrově Tinian.

Dne 22. srpna 1944 bylo objednáno sedmnáct kusů upravené produkční verze B-29 Silverplate, které byly určeně pro výcvikovou skupinu USAAF a zajištění všech požadavků letectva. Úpravy byly provedeny ve středisku Glenn L. Martin Company na letecké základně Offutt Field jižně od Omahy ve státě Nebraska pod označením Projekt 98146-S. První tři takto upravené bombardéry B-29 Silverplate byly dodány USAAF v polovině října a přeletěly na Wendover Army Air Field v Utahu.:s.12
Po problémech s americkými závěsnými a uvolňovací mechanismy (které vedly až k výše uvedenému vážnému poškození testovacího letadla Pullman) byla produkční verze vybavena již výhradně přepracovanými britskými mechanismy. Protože konstrukce dlouhé bomby typu Thin Man byla opuštěna a jak bomba Little Boy, tak Fat Man se vešly do upravené přední pumovnice, do zadního prostoru mohly být umístěny přídavné palivové nádrže. V pilotní kabině bylo vytvořeno místo pro nového členy posádky, nazývané „weaponeer station“, s panelem který umožňoval sledovat uvolnění bomby z pumovnice a vlastní shoz. Ze sedmnácti dodaných kusů bylo 14 přiděleno 393. bombardovací peruti pro výcvik posádek a zbylé tři 216. letce pro další zkoušky shozu bomb.:s.12–16
V únoru 1945 byly čtyři letouny původně přidělené k 393. bombardovací peruti přesunuty k 216. letce, aby zajistily zvýšené tempo zkoušek shozů bomb. Současně byla objednána dodávka další série upravených bombardérů, označená jako Projekt 98228-S. Celkem bylo objednáno dalších 28 letounů, přičemž v dubnu začala dodávka 15 kusů určených 393. bombardovací peruti. Posledních osm bombardérů bylo dodáno až po svržení obou bomb na Japonsko, dva z nich byly předány 216. letce, zatímco zbývajících šest bylo přiděleno na základnu Wendover Army Air Field v Utahu.:s.21

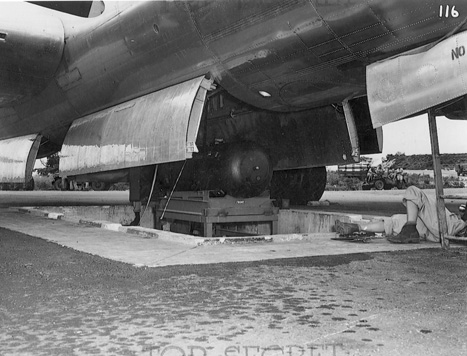
Uranová bomba Little Boy při nakládání do pumovnice letounu Enola Gay.

Poslední válečná série B-29 Silverplate zahrnovala jak všechna technická vylepšení, která mezitím byla provedena na standardní verzi bombardéru B-29, tak specifické úpravy pro projekt Silverplate. Mezi tyto úpravy patřily vrtule Curtiss Electric s reverzním chodem, pneumatické pohony pro rychlé otevírání a zavírání dveří pumovnic. Britské závěsy byly vybaveny  dvojím mechanismem pro uvolnění pum (elektrickým a mechanickým). Původní motory použité ve standardní i upravené verzi bombardéru byly sužovány řadou problémů. Jeden upravený B-29 Silverplate musel být již v únoru odepsán, poté co byl těžce poškozen v důsledku požáru motoru. Novější motory Wright R-3350-41 se vstřikováním paliva byly výrazně vylepšené a mnohem spolehlivější, což byl důležitý faktor úspěchu.:s.13–16, 47, 103
Uranová bomba Little Boy vážila 4400 kilogramů a plutoniová Fat Man dokonce 4670 kilogramů. Celková vzletová hmotnost letadla a současně požadovaný dlouhý dolet tak byly problémem i s novými výkonnějšími motory se vstřikováním paliva. Snížení hmotnosti u první válečné série bylo dosaženo dodatečným odstraněním všech dělových věží a pancéřování. V druhé sérii objednané v únoru 1945 byla letadlo takto dodána již z výroby.  Tím bylo dosaženo výrazné zvýšení výkonů oproti standardní variantě B-29.:s.13–16
Díky letu ve výšce 30 000 stop (přibližně 9100 metrů) se B-29 nacházely nad účinným dostřelem japonské protiletadlové obrany. Každou bombardovací misi prováděla formace jen tří letounů v naději, že to přesvědčí japonskou armádu, že malé skupiny B-29 nepředstavují větší riziko. Tato strategie se ukázala jako úspěšná a japonští stíhači se jen občas pokoušeli letouny napadnout.  Jeden B-29 utrpěl při operacích menší bojové poškození.

## Letadla a bojové jednotky
Pokud započteme i první „na koleně upravené“ letadlo Pullman B-29, bylo během druhé světové války vyrobeno celkem 46 letounů Silverplate B-29. Z nich 29 bylo během druhé světové války přiděleno 509. skupině, z toho 15 bylo přímo použito k letům nad Japonsko včetně bombardování Hirošimy a Nagasaki. V červenci 1945 bylo objednáno dalších 19 letadel B-29 Silverplate, které byly dodány do konce roku 1947. V té době bylo z původních 46 letounů stále provozuschopných pouze 13 strojů. Celkem (válečné i poválečné období) tedy bylo vyrobeno 65 upravených letounů Silverplate B-29. 
Z tohoto množství na začátku roku 1948 bylo provozuschopných 32 strojů. Firma Martin-Omaha vyrobila 57 letounů Silverplate B-29. Dalších 8 vyrobila společnost Boeing-Wichita. Z těchto 65 bombardérů bylo 31 nakonec přestavěno na jiné konfigurace, 16 bylo uloženo do skladů a později sešrotováno a 12 bylo ztraceno při nehodách (včetně čtyř bombardérů z letecké základny na ostrově Tinian, která sloužila pro lety nad Japonsko). Dvojice historických letounů, pojmenovaná Enola Gay a Bockscar, je dnes vystavena v muzeích.:s.159
Restaurovaný letoun Enola Gay je od roku 2003 vystaven v novém (v tomto roce otevřeném) leteckém muzeu Steven F. Udvar-Hazy Center (National Air and Space Museum Steven F. Udvar-Hazy Center), které se nachází u letiště Washington Dulles International Airport. Letoun Bockscar je od roku 1961 v Národním muzeu Letectva Spojených států amerických (National Museum of the United States Air Force) na Wright-Patterson Air Force Base u města Dayton ve státě Ohio.:s.391–392
Jedinou další bojovou jednotkou amerického letectva, která používala upravené B-29 Silverplate, bylo 97. bombardovací křídlo na Biggsově letecké základně (Biggs Air Force Base) v El Paso, stát Texas. V polovině roku 1949 tato jednotka obdržela 27 letounů od 509. jednotky, která přešlo na bombardér B-50D (Boeing B-50 Superfortress), což byla poválečná modernizovaná verze B-29 s novými silnějšími motory Pratt & Whitney a řadou dalších vylepšení.:s.63
Přezbrojení 97. bombardovacího křídla bylo součástí většího plánu, jehož cílem bylo rozšíření atomových úderných sil na deset křídel do konce roku 1949. Během roku byla všechna přestavěna na cvičné verze TB-29. Jeden další Silverplate B-29, dočasně přidělený do Velké Británie, byl přestavěn na letoun pro průzkum počasí (označen WB-29) a převelen k 9. bombardovacímu křídlu na Travisově letecké základně v Kalifornii. Poslední Silverplate B-29 ve službě, sloužící jako nosič jaderných zbraní,  byl v listopadu 1951 přeřazen k jiné roli, čímž projekt Silverplate po téměř osmi letech skončil.:s.103

## Projekt Saddletree
Používání krycího označení Silverplate skončilo 12. května 1947, protože toto kódové označení se stalo příliš známé. Bylo nahrazeno novým krycím označením „Saddletree“, které se používalo pouze pro úpravy letadel, nikoli pro související činnosti (jak tomu bylo u projektu Silverplate). Původně se počítalo s tím, že označení Saddletree se bude vztahovat pouze na úpravy letounů B-29, ale začalo se používat i pro úpravy modernizované verze B-50 a nového bombardéru B-36.:s.23–24:s.391–394
Úpravy provedené v rámci projektu Saddletree zahrnovaly nový rám a zvedák pumovnice a také nahrazení britského uvolňovače pum FG nově vyvinutým pneumatickým mechanismem U-1. Kvůli zpoždění dodávek letounů Boeing B-50 Superfortress, projekt Saddletree reálně započal až v únoru 1948. Nejprve bylo upraveno 36 letadel B-50, což zajistila základna Sacramento Air Materiel Area v Kalifornii, přičemž každé letadlo vyžadovalo 6000 hodin práce.:s.393–394
Ale již o měsíc dříve, v lednu 1948 vydal Joint Chiefs of Staff rozkaz o úpravách celkem 225 letadel (bombardérů B-29, B-50 a B-36) pro nesení jaderných zbraní a také osmi letounů C-97 Stratofreighter, které měly sloužit pro přepravu týmů zajišťujících sestavení bomb. Ve službě u Velitelství strategického letectva jv té době již bylo 32 letounů B-29 Silverplate, takže základna Sacramento Air Materiel Area měla za úkol provést úpravy 80 letadel B-29, 36 bombardérů B-50A (které byly provedeny první), 23 letounů B-50B a 18 bombardérů B-36B. Přičemž letoun B-36A nemohl nést jaderné zbraně bez zásadních úprav.:s.393–394
Vzhledem k tomu, že předpokládaným nepřítelem nyní byl Sovětský svaz, vyžadovaly letouny také úpravy pro zimní provoz, aby mohly operovat z arktických základen. Dne 16. dubna 1948 bylo všem modifikacím a vylepšením, které měly zajistit schopnost atomového úderu, přiděleno kódové slovo „Gem“. Projekt zahrnoval 36 letadel B-29 a úpravu dalších 36 letadel tak, aby byly schopny doplňovat palivo ve vzduchu. Po přidání 80 letounů B-29 Saddletree bylo celkem 145 letadel B-29 upraveno pro nesení jaderných zbraní, z toho 117 z nich bylo přiděleno operačním jednotkám.:s.23–24
V říjnu 1951, v očekávání rozsáhlé reorganizace USAF, a také v důsledku zpoždění dodávek nového bombardéru Boeing B-47 Stratojet (který měl nahradit všechny předcházející typy), byl vydán rozkaz upravit dalších 180 letadel B-29 tak, aby mohly nést jaderné bomby Mark 4, Mark 5, Mark 6 a Mark 8 (tyto bomby byly různým vylepšením konstrukce z projektu Manhattan). Vzhledem k počtu letadel se úpravy bombardérů tentokrát prováděly na dvou základnách současně, v Oklahoma City a opět také v Sacramentu. 
Ale než byly všechny upravené bombardéry B-29 v září 1953 dodány, bylo přijato rozhodnutí o vyřazení B-29 z výzbroje a jejich nahrazení modernějším B-47. Tento nový bombardér byl mnohem rychlejší (maximální rychlost 977 km/h oproti 575 km/h u B-29) a měl také o něco vyšší dostup, takže byl schopen lépe uniknout většině tehdejších nepřátelských stíhaček. Všechna upravená letadla Boeing B-29 se vrátila zpět do skladu, aniž by se dočkala další služby.

## Náklady projektu Silverplate
V roce 1945 stál bombardér B-29 Superfortress 782 000 dolarů. Úprava letounu na konfiguraci Silverplate, tak aby bombardér byl schopen dopravit a shodit atomovou bombu, stála 32 000 dolarů, takže celkové náklady na jeden bombardér Silverplate činily 814 000 dolarů. Celkové náklady na 65 kusů upravených B-29 Silverplate tedy dosáhly 53 milionů dolarů. Po připočtení 7 milionů dolarů na logistiku se odhadované náklady na projekt Silverplate pohybovaly kolem 60 milionů dolarů v cenách roku 1945 (přibližně 975 miliónů USD v roce 2023).:s.107, 221